# Béryl Bleu

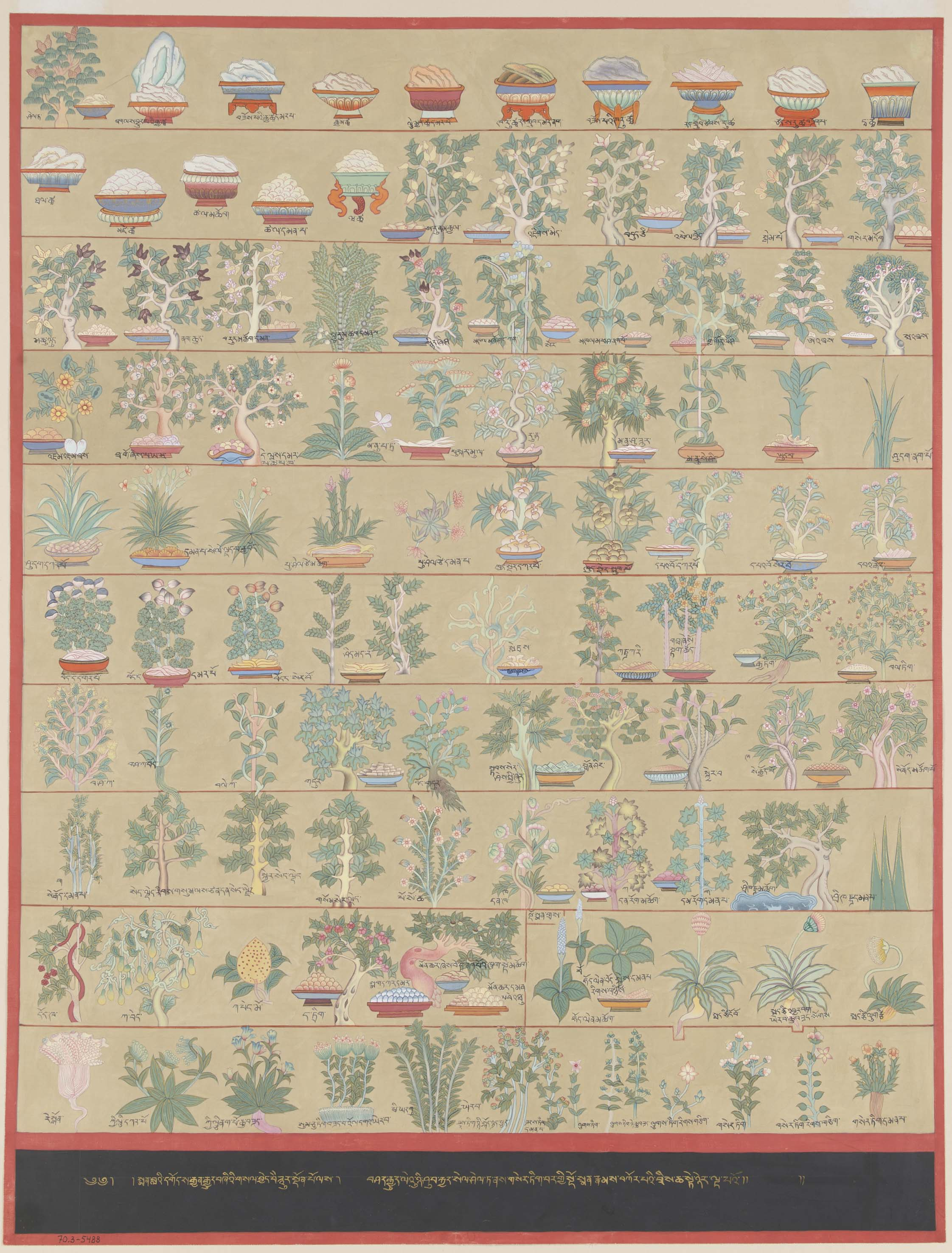
Plantes de la médecine tibétaine, illustration du traité du Béryl Bleu de Sangyé Gyatso.

Pour les articles homonymes, voir Béryl (homonymie).

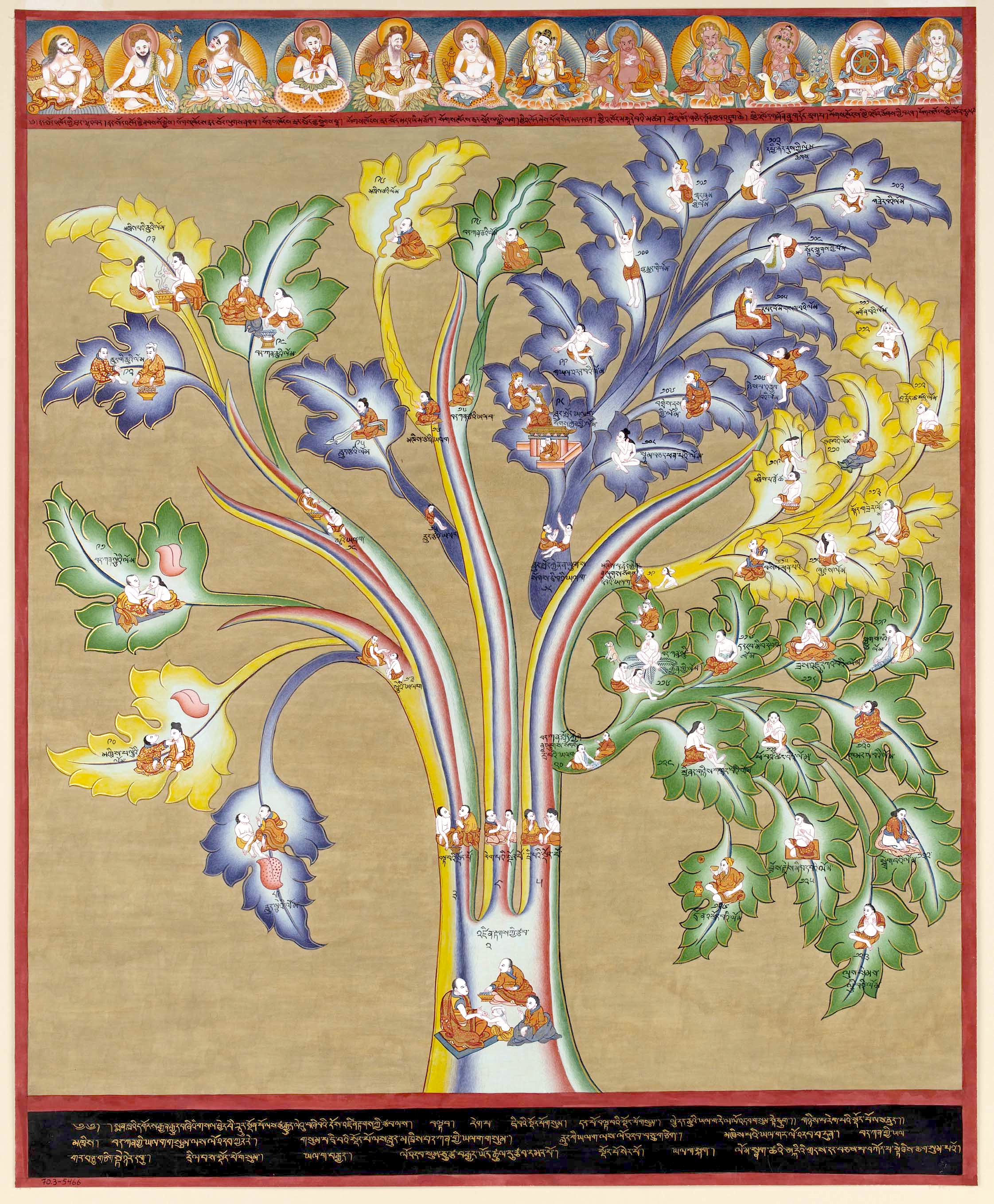
L’arbre diagnostic : cheminement du raisonnement diagnostique présenté sous forme d’arbre décisionnel dans
le traité du Béryl Bleu de Sangyé Gyatso.

Le Béryl Bleu (sanskrit/tibétain : བཻ༹དུརྱ་སྔོན་པོ, Wylie : vaidur+ya sngon po, THL : Vaidurya Ngonpo) est un commentaire illustré du Gyushi, traité de médecine tibétaine dit Quatre Tantra ou Quatre traités. Il est écrit en 1687-1688 par Sangyé Gyatso, régent du Tibet après la mort de Lobsang Gyatso Cinquième Dalaï-Lama : « Il prépara une nouvelle édition des Quatre Tantra, le texte de base de la médecine tibétaine, et en écrivit le commentaire, intitulé Le Béryl bleu, en 1687-1688. » . En fait, il s’agit au travers d’environ 80 thangkas de la synthèse des différentes écoles médicales tibétaines par l’auteur. Clair et précis, il devint l’ouvrage de référence pour toute la science médicale dans l’aire tibétaine au travers de ses trois parties synthétiques : l’arbre des physiologies et des pathologies, l’arbre des diagnostics et l’arbre des traitements.